# Steinerner Steg (Meran)

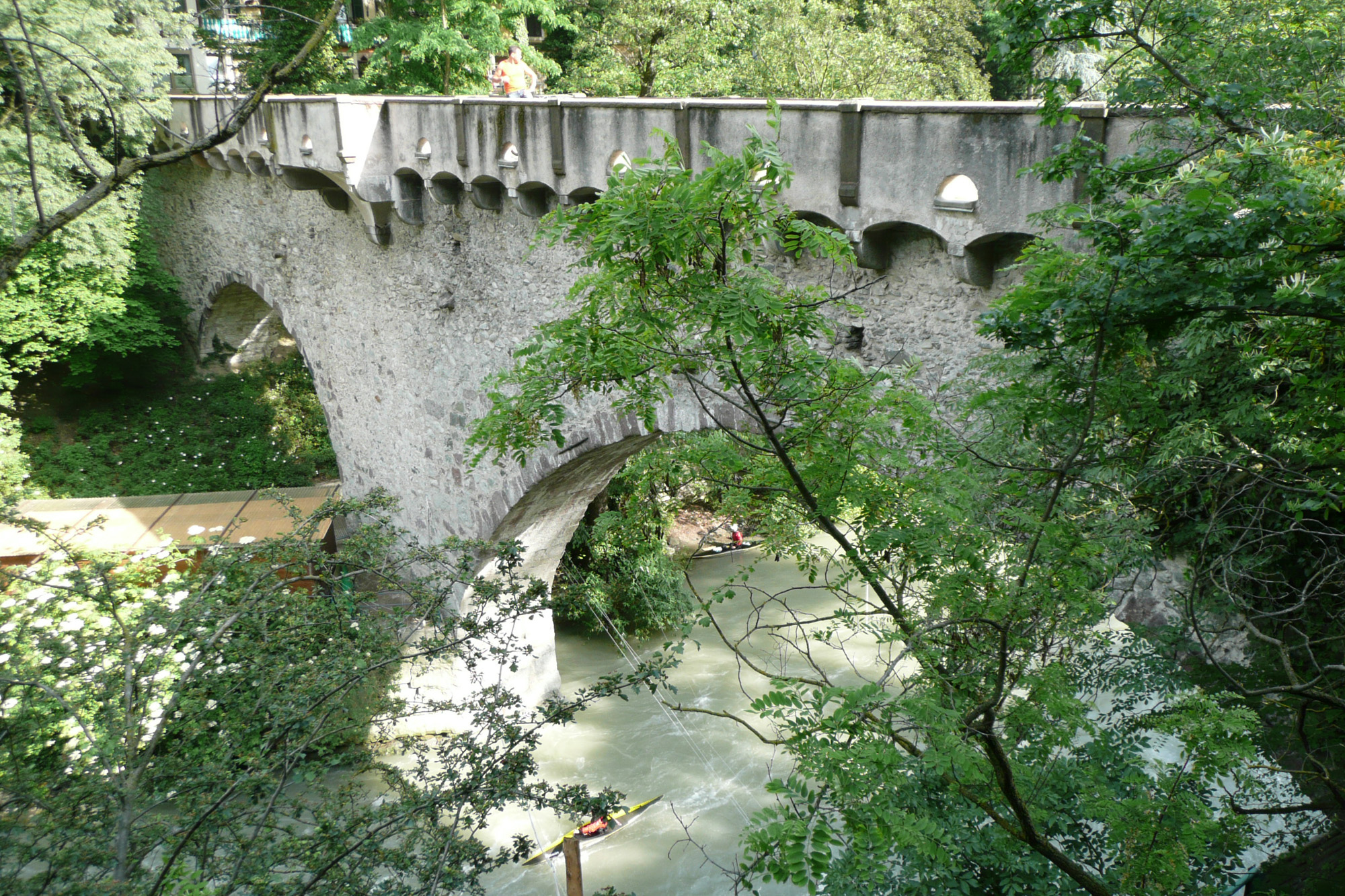
El Steinerner Steg

El Steinerner Steg (alemán para puente de piedra) es un puente sobre el Passer en la ciudad de Meran en Tirol del Sur (Italia). Construido en 1616-17, el puente tiene dos arcos. El nombre italiano Ponte Romano fue creado en 1927 por las autoridades fascistas durante su campaña de italianización.